# 高涛
高涛（1969年11月—），男，山东乳山人，1992年8月参加工作，1991年6月加入中国共产党，工程博士，研究员级高级工程师，中华人民共和国政治人物。

## 人物经历
1992年8月，本科毕业于东南大学半导体物理与器件专业；大学毕业后在电子部第五十五研究所工作。2000年9月至2003年12月期间在东南大学电子信息工程专业硕士研究生学习。2012年9月至2016年6月期间在电子科技大学电子与信息专业博士研究生学习
曾任中国电子科技集团有限公司党组成员、副总经理。2021年3月，任辽宁省人民政府副省长。2023年2月，兼任中共沈抚改革创新示范区党工委书记。2025年3月，被免去辽宁省人民政府副省长职务。